# 海犬養岡麻呂
海犬養 岡麻呂（あまのいぬかい の おかまろ）は、奈良時代の官人・歌人。

## 経歴
『万葉集』よると、天平6年（734年）聖武天皇の詔に応えて、以下の歌を詠んだ、とある。
　御民我（みたみわれ） 生ける験（しるし）あり 天地（あめつち）の 栄ゆる時に あへらく思へば
すなわち、天皇の盛徳を讃美して「生きてきた甲斐がある」と詠んだのである。
この歌を本歌取した歌として、
　み民われ 生けるかひありて さすたけの 君がみことを 今日聞けるかも（賀茂真淵）
がある。

## 参考資料
- 『コンサイス日本人名辞典 改訂新版』p50、三省堂、1993年
- 『萬葉集（二）、完訳　日本の古典3』小学館、1984年
- 佐伯有清編『日本古代氏族事典』雄山閣出版、1994年